# Blind (film 2011)
Blind (Hangŭl: 블라인드; RR: Beulla-indeu) è un film del 2011 diretto da Ahn Sang-hoon, prodotto in Corea del Sud.

## Trama
Min Soo-ah, una promettente allieva cadetto dell'accademia di polizia sud-coreana, diventa cieca in seguito a un incidente d'auto nel quale muore un ragazzo cresciuto con lei in orfanotrofio. Soo-ah si sente in colpa per l'incidente perché aveva ammanettato il "fratello" in auto, impedendogli così di uscire quando il veicolo era precipitato dal cavalcavia; inoltre, per aver usato le manette in modo improprio, viene espulsa dall'accademia di polizia: passano tre anni e, nonostante le sue insistenze, Soo-ah non viene riammessa nel corpo di polizia. Intanto delle giovani ragazze scompaiono misteriosamente e vengono brutalmente assassinate.
Una sera, dopo aver fatto visita al suo vecchio orfanotrofio, Soo-ah torna a casa in taxi e il guidatore si dimostra molto disponibile nei suoi confronti, tanto da offrirle qualcosa da bere. Durante il tragitto l'auto investe una donna, ma il tassista fa credere a Soo-ah di aver investito un cane, mentre, per occultare l'incidente, carica la vittima agonizzante nel bagagliaio. Soo-ah non crede alle parole dell'uomo e, spaventata, scende dall'auto, mentre l'uomo ne approfitta per scappare. La donna denuncia l'accaduto alla polizia, ma nessuno le crede, essendo cieca, a parte il detective Jo. Facendo affidamento sui sensi molto sviluppati di Soo-ah, quest'ultima e il detective deducono che il tassista sia l'autore dei vari casi di ragazze scomparse; tuttavia, il giovane Kwon Gi-seob, un fattorino, si presenta come testimone dell'accaduto, dicendo che l'auto in questione non era un taxi, ma piuttosto una berlina d'importazione. Quella sera, tornando a casa, il ragazzo viene aggredito dal losco tassista, che, vistosi interrotto, lo nasconde senza finire il lavoro tra i sacchi della spazzatura, e Soo-ah e il detective Jo capiscono che forse in fondo il ragazzo aveva ragione. Più tardi, Soo-ah viene contattata dall'assassino, che minaccia lei e Gi-seob: la donna cerca di avvisare Gi-seob, ma i due litigano in malo modo. Sconsolata, Soo-ah torna a casa in metropolitana con il suo fedele cane guida Seul-gi, senza sapere di essere pedinata dal criminale; è Gi-seob, vedendolo da lontano, a riconoscere il suo aggressore e a contattare Soo-ah, che riesce a salvarsi miracolosamente, mentre Seul-gi, nel difenderla, viene ucciso.
Messi sotto protezione la donna e il ragazzo, il detective Jo, seguendo la pista del forte odore di medicinale nel presunto taxi, scopre che l'assassino è un ginecologo di nome Myung-jin, ma, trovatosi faccia a faccia con l'assassino, ne rimane vittima. Myung-jin sfrutta poi il cellulare del detective e scopre che Gi-seob e Soo-ah sono da soli all'orfanotrofio. Ucciso il poliziotto di guardia, Myung-jin inizia una colluttazione con Gi-seob, mentre Soo-ah tenta di scappare e chiedere aiuto. Dopo un furioso scontro, nel quale Gi-seob rimane ferito, la donna riesce a uccidere l'assassino colpendolo alla testa con un mattone poco prima dell'arrivo della polizia. Un anno dopo, Soo-ah viene riammessa all'accademia con il suo nuovo "fratello", Gi-seob.

## Distribuzione

### Edizione italiana
L'edizione italiana della pellicola è stata diretta da Nicola Marcucci, su traduzione dall'inglese e dialoghi di Alessandro Budroni e Valeria Vidali; quest'ultima ha svolto inoltre il ruolo di assistente al doppiaggio. La sonorizzazione è avvenuta a Roma presso C.T.A. - Cine Tele Audio, mentre il missaggio è stato eseguito da Mauro Lopez.
In Italia il film è andato in onda per la prima volta doppiato in italiano su Rai 4 il 29 gennaio 2013.

## Riconoscimenti
- 2011 - Premi Daejong[1]
  - Miglior attrice a Kim Ha-neul
  - Miglior sceneggiatura a Choi Min-seok
- 2011 - Blue Dragon Film Awards[2]
  - Miglior attrice a Kim Ha-neul